# Gorny Institoet (berg)
Gorny Institoet (Russisch: Горный Институт) is een stratovulkaan in het Centraal Gebergte van het Russische schiereiland Kamtsjatka. De vulkaan ligt aan de noordoostrand van een in noordoostelijke richting verlopende keten van kleine Laat-Kwartaire vulkanen en de ten oosten daarvan verlopende Slenk vanaf de vulkaan Kebenej. Van de noordoost- tot de zuidwestrand van de vulkaan bevindt zich een keten van sintelkegels.
Het is een van de weinige grote stratovulkanen van het Centraal Gebergte die actief is geweest in het Holoceen. De laatste uitbarsting vond plaats rond 1250.